# 408
| 408                |
| ------------------ |
| Dødsfald - Fødsler |
|                    |

| Gregoriansk kalender | 408 CDVIII              |
| Ab urbe condita      | 1161                    |
| Armensk kalender     | I/T                     |
| Kinesiske kalender   | 3104 – 3105 丁未 – 戊申 |
| Etiopisk kalender    | 400 – 401               |
| Jødisk kalender      | 4168 – 4169             |
| Hindukalendere       |                         |
| - Vikram Samvat      | 463 – 464               |
| - Shaka Samvat       | 330 – 331               |
| - Kali Yuga          | 3509 – 3510             |
| Iransk kalender      | 214 BP – 213 BP         |
| Islamisk kalender    | 221 BH – 220 BH         |

Se også 408 (tal)

## Begivenheder
- Årets romerske consuler er politikeren Anicius Auchenius Bassus (vest) og Flavius Philippus (øst).
- Alaner, svebere og vandaler hærger i Gallien (det nuværende Frankrig) på andet år. Oprørskejseren Konstantin 3. forsøger at stabilisere situationen i området.
- Konstantin 3. gør Arles i Gallien til sin hovedstad og sender sin general Gerontius til Spanien for at nedkæmpe den vestromerske kejser Honorius tilhængere i området.
- 1. maj: Den østromerske kejser Arcadius dør i Konstantinopel og efterfølges af sin syvårige søn Theodosius 2.
- Ved Korinth i det østromerske Grækenland tages de første spadestik til en forsvarsmur tværs over den smalle landtange med vejen til Peloponnes.
- 22. august: Den reelle magthaver i det vestromerske rige, generalen Stilicho henrettes efter en kort retssag. Hans manglende evne til at forsvare grænserne har betydet, at hans modstandere kunne gennemføre et kup mod ham.
- September: Den visigotiske kong Alarik invaderer Italien fra Balkan og indleder sin første belejring af Rom. Det romerske senat betaler en enorm løsesum for at få belejringen ophævet, blandt andet 5.000 pund guld og 30.000 pund sølv.
- Hunniske stammer ledet af Uldin krydser Donau i det nuværende Bulgarien og erobrer byen Castra Martis. Han forlanger så stor en løsesum, at den østromerske hær vælger at gå til modangreb og slå ham tilbage over floden. Man hører ikke mere til Uldin.
- Den 12-årige vestromer Flavius Aetius sendes som diplomatisk gidsel til hunnerne.

## Født
- Tai Wu, kejser af det nordlige Wei rige i Kina fra 424 til sin død i 452.

## Dødsfald
- 1. maj: Arcadius, østromersk kejser.
- 4. maj: Venerius, ærkebiskop af Milano, og senere helgenkåret.
- 22. august: Stilicho, general og magthaver i det vestromerske rige, henrettes.
- Eucherius, søn af Stilicho, henrettes i Rom.
- Serena, gift med Stilicho og datter af Theodosius den store, henrettes i Rom.